# 亚铁

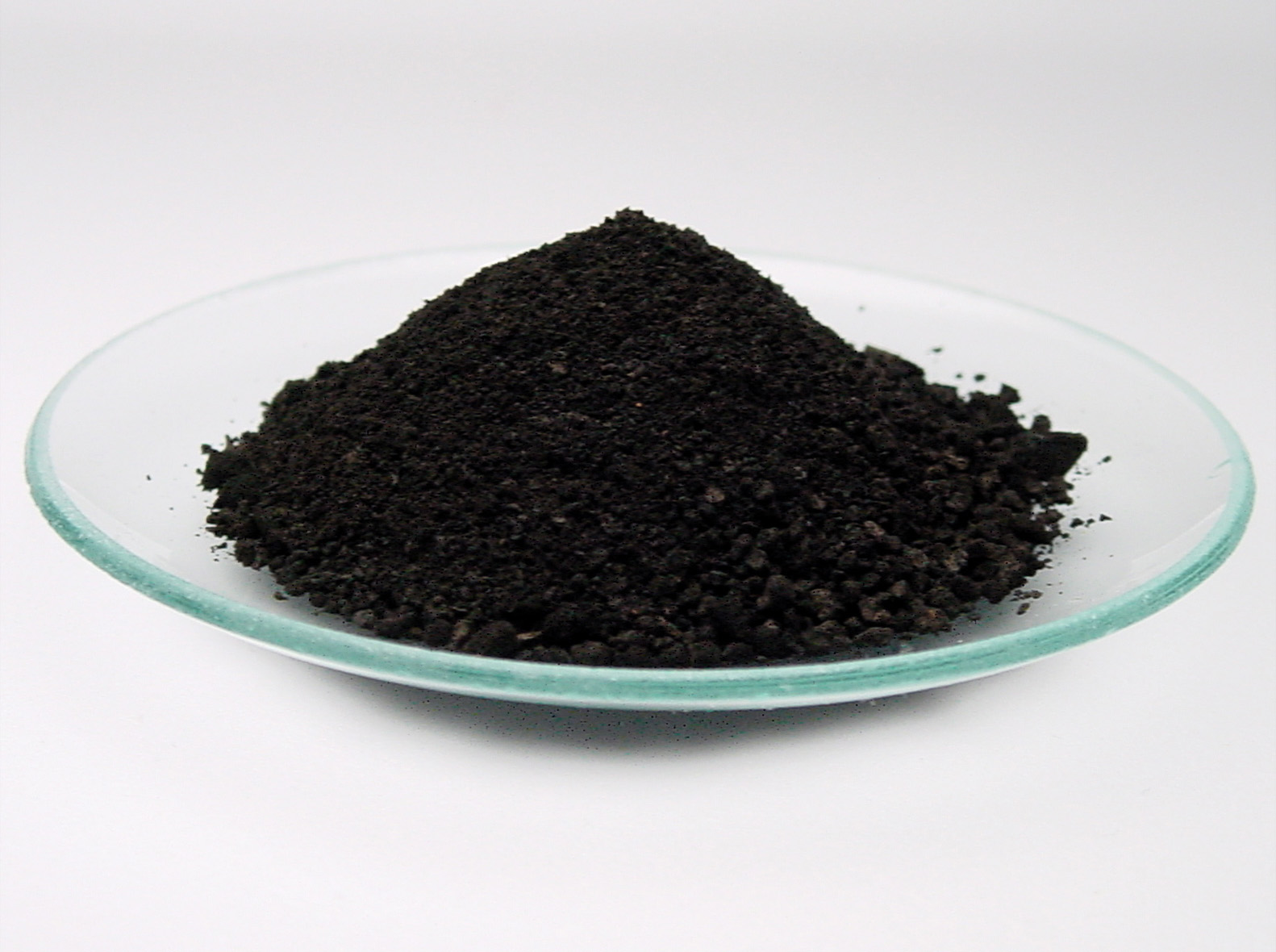
氧化亚铁的IUPAC正名为氧化铁(II)。

在化学中，亚铁（Fe2+, 铁(II), iron(II), ferrous）用于表示化合价为+2价的铁，区别于三价铁（化合价为+3价的铁）。这种用法已经过时，当前的IUPAC命名法使用罗马数字来表示化合价，例如氧化铁(II)表示氧化亚铁（FeO），而氧化铁(III)则表示氧化铁（Fe2O3）。

铁水的电位-pH图

## 参看
- 铁磁性
- 炼钢
- 有色金属的再循环
- 氧化亚铁
- 氯化亚铁
- 溴化亚铁
- 黑色金属